# Трећи цариградски сабор
Трећи цариградски сабор, или шести васељенски сабор (стгрч. Γ΄ Σύνοδος της Κωνσταντινούπολης), је свецрквени сабор одржан у периоду од новембра 680. до септембра 681. године у Константинопољу, Источно римско царство (данашњи Истанбул, Турска) по налогу источноримског цара Константина IV. То је трећи васељенски сабор одржан у престоници Византије.
Одржан је у царском двору, у свечаној сали са сводовима па је познат и као Трулски сабор. Било је присутно 174 епископа, а римски Епископ Агатон био је представљен са своја три изасланика. Сазван је да би формулисао праву веру против монотелитске јереси. Јерес се појавила у време цара Ираклија (610—641), у облику исповедања вере познатим под називом Ектесис, објављеном 638. године, а које је саставио Патријарх Сергије и прихватио папа Хонорије (625—638). По том учењу, Исус Христос има две природе, али после Оваплоћења има само једну вољу (монотелитство) или једно делање (моноенергизам). Овакво учење је могло је да привуче умерене монофизите назад у Цркву, али је противречило Халкидонском сабору.
Монотелитска криза у Цркви трајала је више од 50 година. Самих монотелита на Сабору није било много. Антиохијски Патријарх Макарије остао је упоран у јереси до краја, као и његов ученик монах Стефан. Међу монотелитима на сабору, спомињу се још Петар Никомидијски, Соломон из Газе, као и монах Полихроније. Оцима Цркве није било тешко да покажу неоправданост и бесмислицу монотелитског учења. У ту сврху, читана су пажљиво документа и одлуке Трећег, Четвртог и Петог васељенског сабора. На овим саборима су својевремено осуђен Несторије, а посебно монофизити од којих је монотелитство и потекло. Одато је признање борцима за Православну веру, какви су били исповедници Максим, папа Мартин, патријарх Софроније Јерусалимски и многи други. Осуђени су јеретици монотелити и моноенергити: Сергије, Павле, Пир и Петар, Патријарси цариградски, папа Хонорије, затим Константин Апамејски из Сирије, Макарије, антиохијски Патријарх и др.
Оци су у духу Халкидонског исповедања формулисали веру Цркве ο две воље или хтења (диотелитизам) и две енергије или дејства (диоенергизам) у Богочовеку Господу Христу: „И две природне воље или хтења у Њему и два природна дејства нераздељиво, неизменљиво, неодвојиво, несливено исто тако исповедамо према учењу Светих Отаца. И две природне воље несупротстављене, како су говорили безбожни јеретици, него Његова човечанска воља следује, не противи се или супротставља се, већ штавише следује или боље рећи потчињава се Његовој божанској и свемогућој вољи…”